# Celastrina subtusradiata
Celastrina subtusradiata är en fjärilsart som beskrevs av Blachier 1909. Celastrina subtusradiata ingår i släktet Celastrina och familjen juvelvingar. Inga underarter finns listade i Catalogue of Life.